# Liste der Botschafter der UdSSR und Russland im Senegal
Die Liste der Botschafter der UdSSR und Russlands im Senegal listet Botschafter der Sowjetunion und Russlands im Senegal. Gleichzeitig ist der Botschafter, der in der russische Botschaft in Dakar residiert, für Gambia zuständig.
Die Aufnahme der diplomatischen Beziehungen mit Gambia erfolgte am 17. Juli 1965.

## Liste der Botschafter
| Amtszeit                                | Botschafter                                     | Beglaubigung      |
| --------------------------------------- | ----------------------------------------------- | ----------------- |
| UdSSR                                   |                                                 |                   |
| 25. September 1965 bis 25. August 1966  | Wladimir Iwanowitsch Jerofejew (1920–2011)      | 4. November 1965  |
| 25. August 1966 bis 13. April 1968      | Anatoli Georgijewitsch Kulaschenkow (1911–1982) | 27. Oktober 1966  |
| 13. April 1968 bis 30. April 1973       | Dmitri Semjonowitsch Nikiforow (1917–1993)      | 12. Juni 1968     |
| 30. April 1973 bis 4. Juli 1981         | Georgi Artaschessowitsch Ter-Gasarjanz (* 1923) | 7. Juni 1973      |
| 5. September 1981 bis 3. September 1987 | Juri Iwanowitsch Belski (* 1928)                | 14. November 1981 |
| 3. September 1987 bis 17. August 1991   | Alexander Wassiljewitsch Papkin (1936–2007)     |                   |
| 17. August 1991 bis 25. Dezember 1991   | Waleri Nikolajewitsch Lipnjakow (1941–2015)     |                   |
| Russische Föderation                    |                                                 |                   |
| 10. Februar 1992 bis 2. Juni 1997       | Waleri Nikolajewitsch Lipnjakow (1941–2015)     |                   |
| 2. Juni 1997 bis 15. August 2001        | Walerionas Stassewitsch Baltrunas (* 1940)      |                   |
| 28. August 2001 bis 21. April 2006      | Alexander Alexandrowitsch Romanow (* 1950)      |                   |
| 21. April 2006 bis 16. September 2009   | Alexander Wassiljewitsch Schulgin (* 1951)      |                   |
| 16. Juni 2010 bis 6. August 2014        | Waleri Michailowitsch Nesteruschkin (* 1949)    |                   |
| 6. August 2014 bis 19. Juni 2019        | Sergei Nikolajewitsch Krjukow (1960–2019)       |                   |
| 20. August 2020 –                       | Dmitri Viktorowitsch Kurakow (* 1961)           |                   |